# Abdul Latif Jameel Poverty Action Lab
Das Abdul Latif Jameel Poverty Action Lab (J-PAL) (oft kurz Poverty Action Lab) ist ein US-amerikanisches Forschungszentrum, das institutionell am Massachusetts Institute of Technology (MIT) in Cambridge, Massachusetts, beheimatet ist und sich der Anwendung von Forschungsergebnissen im Kampf gegen Armut widmet, die auf randomisierten Feldexperimenten basieren.

## Geschichte und Ziele
Das Poverty Action Lab wurde 2003 von den Professoren Abhijit Banerjee, Esther Duflo und Sendhil Mullainathan am Massachusetts Institute of Technology gegründet. 2005 wurde es zu Ehren von Scheich Abdul Latif Jameel in Abdul Latif Jameel Poverty Action Lab umbenannt, nachdem dessen Sohn, der MIT-Absolvent Mohammed Abdul Latif Jameel, das Poverty Action Lab mit einer großzügigen Zuwendung bedachte.
Ziel des Poverty Action Lab ist es, wissenschaftliche Nachweise für die Wirksamkeit von politischen Maßnahmen zur Armutsbekämpfung zu liefern und dadurch zur Verringerung der Armut beizutragen. In erster Linie führt es randomisierte kontrollierte Studien zur Evaluierung von Maßnahmen zur Armutsbekämpfung durch, um so die Qualität der Forschung und letztendlich die Effektivität von entwicklungspolitischen Maßnahmen zu erhöhen.

## Struktur und Kooperationspartner
Neben dem Hauptquartier des Poverty Action Lab in der Abteilung für Wirtschaft des Massachusetts Institute of Technology (Global Office) gibt es sieben Regionalbüros, die jeweils an einer Universität der Region angesiedelt sind: J-PAL Africa an der Universität Kapstadt in Kapstadt, Südafrika; J-PAL Europe an der École d’Économie de Paris in Paris, Frankreich; J-PAL Latin America and Caribbean an der Pontifícia Universidad Católica in Santiago de Chile, Chile; J-PAL Middle East and North Africa an der American University Cairo in Kairo, Ägypten; J-PAL North America am Massachusetts Institute of Technology in Cambridge, USA; J-PAL South Asia (gegründet 2007) am Institute for Financial Management and Research in Sri City, Indien und J-PAL Southeast Asia an der University of Indonesia in Jakarta, Indonesien.
2021 arbeiteten 225 Professoren von 73 Universitäten, die eigenständig Forschungsprojekte entwickeln, planen und durchführen, mit dem Poverty Action Lab zusammen.
Nach seiner Gründung begann das Poverty Action Lab eine enge Partnerschaft mit der von Dean Karlan geführten NGO Innovations for Poverty Action. Außerdem unterhält es Partnerschaften mit zahlreichen staatlichen und nichtstaatlichen Organisationen und Forschungseinrichtungen.

## Aktivitäten

### Evaluierungen
Das Poverty Action Lab führt entwicklungspolitische Programme mit Forschungshintergrund in den Bereichen Landwirtschaft, Bildung, Umwelt und Energie, Finanzen und Mikrofinanzen, Gesundheit, Arbeitsmärkte sowie Politische Ökonomie und Governance durch. Bis 2020 haben das Poverty Action Lab und die mit ihm kooperierenden Professoren nach eigenen Angaben 1073 randomisierte Evaluierungen in 90 Ländern durchgeführt.
Es werden soziale Programme aller Art evaluiert, vom Einsatz von Brillen zur Verbesserung der Lernergebnisse chinesischer Grundschüler bis zu innovativen Maßnahmen zur Unterstützung überlasteter Gesundheitsarbeiter in Sambia. Die Evaluierung der Effektivität von Entwurmungsmaßnahmen in Kenia, durchgeführt von Michael Kremer und Edward Miguel, gab den Anstoß für die Initiative Deworm the World, die das Poverty Action Lab 2007 gemeinsam mit der Organisation Young Global Leaders des Weltwirtschaftsforums ins Leben rief. Nachdem die Wirksamkeit von Entwurmungsmaßnahmen nachgewiesen wurde, die zudem sehr kostengünstig sind, erreichte die Initiative Deworm the World Millionen Kinder, allein 2017 waren es 280 Mio.

#### In Indien
Indien ist eines der Schwerpunktländer des Poverty Action Lab, das dort zahlreiche Studien durchgeführt hat und eng mit anderen Organisationen, Regierungen indischer Bundesstaaten und anderen Behörden zusammenarbeitet. Folgenden Evaluierungen fanden u. a. statt:
- Teaching at the Right Level (TaRL): Mit dem Poverty Action Lab kooperierende Wissenschaftler führten gemeinsam mit der indischen NGO Pratham mehrere randomisierte Evaluierungen des Programms Teaching at the Right Level durch, so in den Bundesstaaten Haryana und Bihar. Es zeigte sich, dass dieses Programm durchgängig zu besseren Lernergebnissen führt, wenn es gut umgesetzt wird.[10]
- Biometrische Smartcards als Zahlungsmittel: Die Evaluierung des Einsatzes eines Smartcard-Zahlungssystems für die Auszahlung von staatlichen Leistungen aus Programmen wie MGNREGS und Pensionen im Bundesstaat Andra Pradesh ergab, dass die Leistungen die Empfängern schneller erreichten, die Verluste durch Korruption abnahmen und die Benutzerzufriedenheit stieg.[11]
- Polizeiarbeit: Die zwischen 2005 und 2008 durchgeführte Studie untersuchte mithilfe fiktiver Beschwerdesteller in 162 Polizeistationen Rajasthans (etwa 20 % aller Polizeistationen des Bundesstaates), wie viele vorgebrachte Beschwerden die Polizei tatsächlich als Anzeigen registrierte und wie die Polizeiarbeit verbessert werden könnte.[12]
- Entwurmung von in Slums lebenden Kindern: In einer von 2001 bis 2002 durchgeführten Studie wurde gezeigt, dass die Gabe von Eisen, Vitamin A und Entwurmungsmedikamenten an zwei- bis sechsjährige Kinder, die in den Slums von Delhi leben, zu einer deutlichen Gewichtszunahme der Kinder und zur Zunahme des Schulbesuchs führten.[13]
- Abwesenheit von Lehrern: 2003 zeigte eine Studie an Schulen in Udaipur, dass  finanzielle Anreize sowie Bußgelder eine erhöhte Anwesenheit von Lehrern bewirkten, was bessere Lernerfolge der Schüler zur Folge hatte.[14]

Weitere Evaluierungen befassten sich mit der Frage, wie sich die Anwesenheit von Krankenschwestern im öffentlichen Gesundheitswesen wirkungsvoll erhöhen lässt und welche Anreize zu einer Erhöhung der Immunisierungsquote von Kindern im ländlichen Indien führen.
2019 vereinbarte das Poverty Action Lab mit der Regierung des Unionsterritoriums Delhi die Kooperation bei einer umfassenden Evaluierung der Leistungen des öffentlichen Dienstes der indischen Hauptstadt.
Das Poverty Action Lab kooperiert seit 2013 mit der Regierung des Bundesstaates Tamil Nadu und berät diese auch bei der Auswertung der Erhebungsdaten für die Umsetzung in politische Maßnahmen mit dem größtmöglichen Nutzen. Seit 2014 wurden bereits 15 gemeinsame Projekte in den Bereichen Armutsbekämpfung und Bildung durchgeführt.

### Trainingsprogramme und Hochschulkurse
Das Poverty Action Lab führt weltweite fünftägige kostenlose Trainingsprogramme zum Thema Evaluierung sozialer Maßnahmen, die Interessierten, die eigene Evaluierungen durchführen wollen, dafür eine systematische Grundlage vermittelt. Diese Kurse werden auch online angeboten. Außerdem organisiert es verschiedene Kurse für politische Entscheidungsträger und Mitarbeiter von Behörden sowie für Wissenschaftler. J-PAL South Asia veranstaltet dreitägige Kurse zum Thema Messungen und Erhebungsdesign.
In Zusammenarbeit mit dem MIT hat das Poverty Action LabJ-PAL das MicroMasters® Program in Data, Economics, and Development Policy ins Leben gerufen, eine Serie von Online-Kursen am MIT, die zu einer anerkannten akademischen Qualifikation führen.

### Weitere Aktivitäten
Von 2015 bis 2018 organisierte das Poverty Action Lab die Initiative Government Partnership Initiative (GPI), um die Beziehungen zwischen seinen Regionalbüros sowie Kooperationspartner und Regierungen zu stärken und die Einbindung der Evaluierungen in politische Entscheidungen zu verbessern. 2019 wurde diese Initiative von der Initiative Innovation in Government abgelöst.

## Finanzierung
Die für die Gründung erforderlichen Startmittel wurden dem Poverty Action Lab durch die Abteilung für Wirtschaft und die School of Humanities, Arts and Sciences des MIT zur Verfügung gestellt. Eine wesentliche Förderung in der Form von drei Forschungszuschüssen erfolgte 2005 durch Abdul Latif Jameel, einen Absolventen des MIT, der 2009 erneut Mittel zur Verfügung stellte. Weitere Zuwendungen erhält das Poverty Action Lab durch Stiftungen, darunter die William and Flora Hewlett Foundation (2007 und 2011), die John D. and Catherine T. MacArthur Foundation (2011, 2012, 2014), die Nike Foundation und die Russ Siegelman und die Doug B. Marshall Jr. Foundation. Weitere Geldmittel der Bill and Melinda Gates Foundation sowie der Nike Foundation kommen jeweils der Urban Services Initiative und der Youth Initiative des Poverty Action Lab zugute.

## Auszeichnungen
- 2008: BBVA Foundation Frontiers of Knowledge Award for Development Cooperation für das Poverty Action Lab[26][27]
- 2014: Albert-O.-Hirschman-Preis des Social Science Research Councils für das Poverty Action Lab, Abhijit Banerjee und Esther Duflo[28]
- 2019: Alfred-Nobel-Gedächtnispreis für Wirtschaftswissenschaften für Esther Duflo, Abhijit Banerjee und Michael Kremer[29]